# Delpydora
Delpydora är ett släkte av tvåhjärtbladiga växter. Delpydora ingår i familjen Sapotaceae.
Kladogram enligt Catalogue of Life:
| Delpydora | \| \| Delpydora gracilis \| \| \| \| \| \| Delpydora macrophylla \| \| \| \| |
|           | \| \| Delpydora gracilis \| \| \| \| \| \| Delpydora macrophylla \| \| \| \| |
|           | Delpydora gracilis                                                           |
|           |                                                                              |
|           | Delpydora macrophylla                                                        |
|           |                                                                              |